# 阚止
阚止（？—前481年），《史记》作监止，字子我，東周春秋时期齐国的大夫。
前490年，齐景公去世，公子阳生逃亡鲁国，与其子壬宠信阚止。
前489年，齐国陈僖子杀死齐晏孺子，迎公子阳生，阚止等在鲁国曲阜城外，公子阳生让他回去照顾壬。十月，公子阳生即位，为齐悼公。前485年，齐悼公被杀，壬即位为齐简公。齐简公任用阚止和陈成子一起执政，陈成子为左相，阚止为右相。陈成子（陈恒）不服，让齐简公在他和阚止之中选择一个，齐简公不听。阚止逮捕陈氏杀人者陈逆，陈逆逃狱，阚止和陈家结盟缓和关系。陈豹作了阚止的家臣，阚止想驱逐陈氏，立陈豹为陈氏大宗。陈豹把事情告诉了陈恒。
前481年五月十三，陈恒发动政变，齐简公、阚止反击无效。阚止逃到了丰丘，被抓获，杀死在外城城关。五月廿一，齐简公在舒州被捕。六月初五，陈恒杀死齐简公，立齐简公的兄弟为齐平公。孔子斋戒三日，请求鲁哀公讨伐陈恒，鲁哀公表示鲁国势力弱小，让孔子问季孙肥，其後未能討伐。